# Pavel Rynt
Pavel Rynt (* 18. dubna 1943 Kralupy nad Vltavou) je český komunální politik, člen Klubu angažovaných nestraníků a v letech 1990–2006 starosta města Kralupy nad Vltavou.
Je ženatý (manželka Olga) a má dva syny, Pavla (* 1966) a Milana (* 1971).

## Vzdělání a profesní kariéra
Vystudoval Pedagogický institut Univerzity Karlovy v Brandýse nad Labem, obor Matematika a hudební výchova pro II. stupeň ZŠ. Do svého zvolení starostou města působil jako učitel matematiky a hudební výchovy na 2. stupni ZŠ a hudebník.

## Politická kariéra
První polistopadový starosta města Kralupy nad Vltavou zvolený za Občanské fórum. Před revolucí bez politické příslušnosti, od roku 1990 člen Klubu angažovaných nestraníků. V roce 2001 byl zvolen členem Ústřední rady KAN a jejím místopředsedou. Ve funkci starosty působil čtyři volební období od roku 1990 až do roku 2006.
První úkoly, které musel ve své nové funkci řešit, byl přerod bývalého národního výboru na plně fungující radnici města, restituce a privatizace, včetně privatizace městského bytového fondu.
Za svého působení se zasloužil např. o výstavbu lávky pro pěší a cyklisty, dvou penzionů pro seniory, stavbu nových a rekonstrukci stávajících bytových domů, vybudování sítě místních komunikací a cyklostezek, nových parkovacích ploch i ploch veřejné zeleně a hřišť.
Za jeho vedení se městu dařilo hospodařit s vyrovnaným rozpočtem bez zbytečných úvěrů.
Z jeho iniciativy byla také založena tradice řady sportovních a kulturních akcí (festival poezie Seifertovy Kralupy, Dny Kralup, turnaj v malé kopané O pohár starosty města aj.) a navázáno partnerství s několika městy v zahraničí (Banyuls sur Mer, Henningsdorf, Ikast, Komárno).
Stál u založení Sdružení rodáků a příznivců Kralup nad Vltavou. Při rozsáhlé povodni roku 2002 řídil činnost krizového štábu a následné odstraňování následků a obnovu města.